# Hyds
Hyds település Franciaországban, Allier megyében. Lakosainak száma 301 fő (2022. január 1.). Hyds Beaune-d’Allier, La Celle, Colombier, Louroux-de-Beaune, Malicorne, Montvicq és Lapeyrouse községekkel határos.

## Népesség
A település népességének változása:
| Lakosok száma | 408  | 390  | 393  | 319  | 319  | 320  | 320  | 312  | 308  | 301  |
|               | 1968 | 1982 | 1990 | 2006 | 2013 | 2015 | 2017 | 2019 | 2020 | 2022 |